# National Basketball Association 2015/2016
National Basketball Association 2015/2016 var den 70:e säsongen av NBA, där seriespelet löpte från den 27 oktober 2015 till den 14 april 2016, följd av ett slutspel från den 16 april 2016.
NBA-draften hölls den 25 juni 2015 i Barclays Center i Brooklyn i New York. Första valet gjordes av Minnesota Timberwolves, som valde Karl-Anthony Towns.
NBA:s 64:a All Star-match spelades den 14 februari 2016 i Air Canada Centre i Toronto. Western Conference vann över Eastern Conference med 196–173.